# 대부 3
《대부 3》(영어: The Godfather Part III)는 프랜시스 포드 코폴라 감독이 1990년에 만든 영화로 대부 시리즈의 완결 작품이다. 과거의 죄로 고통받으며 무너져가는 한 인간의 고독한 말년에 초점을 맞추어 묘사했다. 2세대 마피아와 3세대 마피아의 교체를 통한 시대의 변화를 그려내었고, 상업적 성공을 거두었으며 알 파치노의 열연이 화제가 되었으나 여론으로부터 전편들보다는 작품의 완성도적 면에서 부진했다는 평을 받았다. 특히 소피아 코폴라의 연기에 대해 지적이 많이 되었는데 이는 다음해 골든 라즈베리 시상식 여우조연상 수상의 불명예로 이어진다.

## 줄거리
1979년, 마이클 코를레오네는 60세에 가까워진다. 무자비한 권력 상승, 특히 동생 프레도 코를레오네의 살인을 명령했던 것에 대한 죄책감에 시달리던 그는 자선 사업에 수백만 달러를 기부한다.
마이클과 케이 애덤스는 이혼했다. 그들의 자녀 앤서니와 메리는 케이와 함께 산다. 구 성 패트릭 대성당에서 열린 교황 훈장 수여식에 이어 마이클을 위한 리셉션에서 앤서니는 아버지에게 법률 학교를 그만두고 오페라 가수가 되겠다고 말한다. 케이는 앤서니의 결정을 지지하며, 마이클은 결국 그가 자신의 길을 가도록 동의한다. 케이는 마이클에게 자신과 앤서니가 프레도의 죽음에 대한 진실을 알고 있다고 밝힌다. 마이클의 오래전 죽은 형 소니와 그의 정부 루시 맨시니 사이의 사생아인 빈센트 맨시니가 리셉션에 도착한다. 마이클의 누이 코니는 빈센트가 그의 라이벌 조이 자사와의 분쟁을 해결하도록 주선하지만, 자사는 빈센트를 서자라고 부르고 빈센트는 자사의 귀를 문다. 빈센트의 성질에 troubled함을 느끼면서도 그의 충성심에 감명받은 마이클은 빈센트를 가족 사업에 포함시키기로 동의한다.
바티칸 은행의 수장인 대주교 길데이는 7억 6천 9백만 달러의 엄청난 적자를 누적했다. 마이클은 국제 부동산 회사인 인터내셔널 이모빌리아레(가상의 회사지만, 실제 소치에타 제네랄레 이모빌리아레를 암시할 수 있음)의 바티칸 지분과 교환하여 6억 달러를 제안하며, 이는 그에게 경영권을 줄 것이다. 이모빌리아레 이사회는 교황 바오로 6세의 비준을 기다리며 제안을 승인한다.
뉴욕 마피아 보스이자 코니의 대부인 돈 알토벨로는 마이클에게 그의 위원회 파트너들이 이모빌리아레 거래에 참여하기를 원한다고 말한다. 그러나 마이클은 마침내 합법적이 되기를 원하여 그들에게 대신 라스베이거스 소유지를 팔도록 돈을 지불한다. 자사는 아무것도 받지 못하고 마이클을 자신의 적이라고 선언하며 뛰쳐나간다. 돈 알토벨로는 마이클에게 이 문제를 외교적으로 해결할 수 있다고 안심시키며 자사와 이야기하기 위해 떠난다. 잠시 후, 헬리콥터가 회의실 밖에서 맴돌며 총격을 가한다.
대부분의 보스들은 살해되지만, 마이클, 빈센트, 그리고 마이클의 경호원 알 네리는 탈출한다. 마이클은 알토벨로가 배신자임을 깨닫고 당뇨병 발작을 겪는다. 마이클이 회복하는 동안 빈센트와 메리는 로맨스를 시작하고, 네리와 코니는 빈센트가 자사에게 복수하도록 허락한다. 길거리 축제에서 빈센트는 자사를 죽인다. 마이클은 빈센트의 행동을 질책하고 빈센트에게 메리와의 관계를 끝내라고 주장한다. 왜냐하면 그것은 위험하고 그들은 사촌이기 때문이다.
가족은 팔레르모의 테아트로 마시모에서 열리는 앤서니의 오페라 데뷔를 위해 시칠리아로 간다. 마이클은 빈센트에게 알토벨로를 염탐하기 위해 코를레오네 가문에서 이탈하는 척하라고 말한다. 알토벨로는 빈센트를 이모빌리아레 회장인 리시오 루케시에게 소개한다. 마이클은 다음 교황이 될 것으로 예상되는 람베르토 추기경을 방문하여 거래에 대해 논의한다. 람베르토는 마이클에게 30년 만에 처음으로 고해성사를 하도록 설득하고, 마이클은 눈물을 흘리며 프레도의 살인을 명령했음을 고백한다. 람베르토는 마이클이 자신의 죄에 대해 고통받을 자격이 있지만, 구원받을 수 있다고 말한다. 그는 그에게 성사적 사면을 주어, 하나님의 눈앞에서 그의 모든 과거 죄를 영구히 용서한다. 마이클은 이모빌리아레 거래가 루케시, 길데이, 그리고 바티칸 회계사 프레더릭 카인스치그가 계획한 정교한 사기임을 알게 된다.
빈센트는 마이클에게 알토벨로가 마이클을 암살하기 위해 베테랑 암살자 모스카를 고용했다고 말한다. 사제로 변장한 모스카는 빌라로 돌아오는 코를레오네 가문의 친구 돈 토마시노를 죽인다. 마이클과 케이가 시칠리아를 여행하는 동안, 마이클은 케이에게 용서를 구하고 그들은 여전히 서로 사랑한다고 인정한다. 토마시노의 장례식에서 마이클은 더 이상 죄를 짓지 않겠다고 맹세한다. 교황의 죽음 이후, 람베르토 추기경이 그의 후임으로 선출되어 교황 요한 바오로 1세라는 이름을 선택한다. 이후, 이모빌리아레 거래가 비준된다.
길데이는 독이 든 차로 새 교황을 죽인다. 마이클은 메리와의 로맨스를 끝내는 대가로 빈센트를 코를레오네 가문의 새로운 돈으로 지명한다. 가족은 팔레르모에서 앤서니의 카발레리아 루스티카나 공연을 보러 가고 빈센트는 복수를 실행한다. 카인스치그는 살해되고, 그의 살인은 자살로 위장된다. 코니는 생일 카놀리(cannoli)를 통해 알토벨로에게 독을 먹이고 오페라 박스에서 그가 죽는 것을 지켜본다. 토마시노의 전 경호원 칼로는 루케시를 죽인다. 네리는 바티칸으로 가서 길데이를 총으로 쏴 죽인다.
앤서니의 공연 중 오페라 하우스에서 빈센트의 부하 세 명이 모스카를 찾지만 그는 그들을 제압한다. 공연 후, 오페라 하우스 계단을 나서면서 모스카가 마이클을 쏴 부상을 입히고, 두 번째 총알이 메리를 맞춰 죽인다. 빈센트는 모스카를 총으로 쏴 죽인다. 마이클은 메리의 시신을 안고 고통과 공포에 비명을 지른다.
17년 후, 나이 들고 우울해진 마이클은 돈 토마시노의 빌라 안뜰에 혼자 앉아 있다가 발작을 일으킨다. 그는 쓰러져 땅에 떨어진 채 죽는다.

## 등장 인물
- 마이클 코를레오네 - 코를레오네 패밀리의 2대 대부
- 앤소니 코를레오네 - 마이클의 아들
- 메리 코를레오네 - 마이클의 딸
- 케이 애덤스 - 마이클의 전처, 앤소니와 메리의 어머니
- 빈센트 만시니-코를레오네 - 마이클의 조카, 산티노 코를레오네의 아들, 코를레오네 패밀리의 3대 대부
- 오스와도 알토벨로 -뉴욕 마피아 보스. 마이클의 적대자
- 조이 자자 -신흥 마피아 세력 두목

## 배역
- 알 파치노 - 마이클 코를레오네
- 앤디 가르시아 - 빈센트 만시니-코를레오네

## 한국판 성우진

### KBS (2000년 6월 18일)
- 배한성 - 마이클 콜레오네(알 파치노)
- 안경진 - 케이(다이앤 키튼)
- 배정미 - 코니(탈리아 샤이어)
- 이정구 - 빈센트 만치니(앤디 가르시아)
- 이종구 - 돈 안토벨로(엘리 웰라치)
- 강구한 - 조지 자사(조 만테냐)
- 설영범 - B.J. 해리슨(조지 해밀턴)
- 최덕희 - 메리(소피아 코폴라)
- 이완호 - 대주교(라프 밸론)
- 한호웅 - 앤서니(프랑크 담브로시오)
- 문관일 - 네리(리차드 브라이트)
- 김영진 - 앤드류 하겐(존 새비지)
- 김민규
- 탁원제
- 이호인
- 김익태
- 김혜미
- 김관진

### SBS (2004년 11월 21일)
- 박지훈 - 마이클(알 파치노)
- 윤소라 - 케이(다이앤 키튼)
- 김옥경 - 코니(탈리아 샤이어)
- 이규화 - 빈센트(앤디 가르시아)
- 최흘 - 알토벨로(엘리 웰라치)
- 강구한 - 조이 자자(조 만테냐) / 돈 루케니(엔조 로부티)
- 이인성 - BJ(조지 해밀턴) / 람버토 추기경(라프 발로네)
- 송연희 - 그레이스(브리짓 폰다)
- 김아영 - 메리(소피아 코폴라)
- 정기항 - 대주교(라프 밸론)
- 한상덕 - 카인직(헬무트 베르거) / 무스카(마리오 도나토네) / 마피아(카민 카리디)
- 신흥철 - 벤니(다도 루스폴리) / 자자의 부하(비토 안투오페모) / 토미사노의 부하(프랑코 시티)
- 김익태 - 앤드류(존 새비지) / 토미사노(비토리오 두세)
- 김영훈 - 조니(알 마르티노) / 알(리처드 브라이트) / 손님(리차드 호니그만)
- 전인배 - 도미닉(돈 노벨로) / 쌍둥이 경호원(로게리오 미란다) / 자자의 부하(릭 아빌스)
- 이상범 - 루(로버트 시치니) / 마피아(알 루치오) / 자자의 부하(마이클 보웬) / 회사 주주(그레고리 코르소)
- 표영재 - 앤서니(프랑크 담브로시오) / 쌍둥이 경호원(카를로스 미란다)

## 비화
코폴라 감독은 작품을 기획할 당시 "대부 3"가 아닌 독자적인 제목을 작품명으로 쓰고자 했으나 파라마운트에서 허락하지 않았다.
애당초 계획되었던 스토리 라인은 대부 2 이후 마이클 코를레오네와 톰 헤이건이 반목하여 서로 투쟁하는 내용이 주가 될 예정이었으나 톰 헤이건 역의 로버트 듀발이 알 파치노에 비해 턱 없이 작은 출연료를 문제 삼아 출연을 거부하면서 불발되었다.

## 같이 보기
- 대부 (소설)
- 대부 (영화)
- 대부2

## 내용주
1. 1 2  대부 2 (1974년)에 묘사된 바와 같이
2. ↑  대부 (1972년)에 묘사된 바와 같이